# Eucalyptus argutifolia
Eucalyptus argutifolia (лат.) — кустарник или многоствольное дерево, вид рода Эвкалипт (Eucalyptus) семейства Миртовые (Myrtaceae), эндемик юго-запада Западной Австралии. Редкий вид с гладкой корой, листьями ланцетовидной формы, цветочными бутонами, расположенными группами по семь или девять, белыми цветками и плодами от цилиндрической до конической формы..

## Ботаническое описание

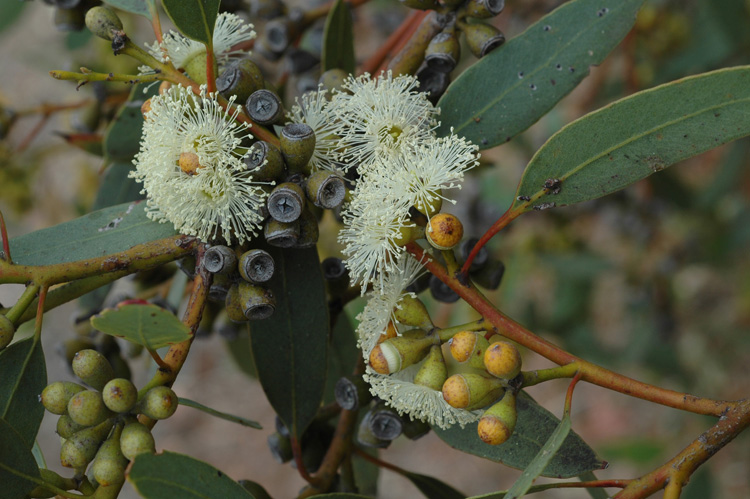
Цветки и плоды E. argutifolia

Eucalyptus argutifolia — кустарник или многоствольное дерево до 4 м в высоту с гладкой корой серого или бледно-медного цвета. Листья на молодых растениях и на поросле имеют яйцевидную или более или менее округлую форму, 40-70 мм в длину, 30-55 мм в ширину, глянцево-зелёные. Зрелые листья имеют ланцетную форму, 73-120 мм в длину и 12-30 мм в ширину, черешок длиной 18-25 мм. Зрелые листья одинакового глянцево-зелёного цвета с обеих сторон. Также обычно присутствуют листья, промежуточные между ювенильными и взрослыми. Цветочные бутоны расположены группами по семь или девять на толстом цветоносе длиной 5-15 мм, отдельные бутоны на цветоножке длиной до 5 мм или отсутствуют. Зрелые бутоны имеют овальную форму, 7-11 мм в длину и 4-6 мм в ширину с округлой калиптрой 3-4 мм. Цветки белые, появляются с марта по апрель плоды от цилиндрических до конических или чашевидных, 6-11 мм в длину и 7-8 мм в ширину.

## Таксономия
Вид Eucalyptus argutifolia был впервые официально описан в 1992 году Питером Грейлингом и Иэном Брукером, которые опубликовали описание в журнале Nuytsia из образца, собранного в Паррот-Ридж недалеко от Янчепа в 1987 году. Видовой эпитет — от латинских слов argutus, означающих «ясный», «яркий» или «острый» , и folium, означающего «лист», относящихся к блестящим листьям этого вида.
Вид относится к подроду Eucalyptus Symphyomyrtus, секции Dumaria, серии Rufispermae.

## Распространение и местообитание
Эндемик Западной Австралии. Встречается на холмах Ваблинг-Хилл и Пэррот-Ридж к северу от Янчепа и к югу от Сиберда на неглубоких почвах известняковых хребтов, на склонах и в оврагах.

## Охранный статус
E. argutifolia классифицируется как «уязвимый» в соответствии с Законом правительства Австралии об охране окружающей среды и сохранении биоразнообразия 1999 года и как «флора, находящаяся под угрозой исчезновения» Департаментом окружающей среды и охраны природы Западной Австралии. Основные угрозы для этого вида включают добычу полезных ископаемых, нерегулярные пожаров, выпас скота и сорняки. Международный союз охраны природы классифицирует природоохранный статус вида как «близкий к уязвимому положению».